# Domingo Pérez (Toledo)
Domingo Pérez ist eine spanische Gemeinde (municipio) in der Provinz Toledo der Autonomen Region Kastilien-La Mancha. 2024 hatte die Gemeinde 395 Einwohner. Die Gemeindefläche beträgt 12,93 km². 

## Lage
Domingo Pérez liegt etwa 45 Kilometer westnordwestlich von Toledo und etwa 85 Kilometer südwestlich von Madrid in einer Höhe von ca. 500 m. 

## Bevölkerungsentwicklung
| Jahr      | 1970 | 1981 | 1991 | 2001 | 2011 | 2021 |
| --------- | ---- | ---- | ---- | ---- | ---- | ---- |
| Einwohner | 798  | 622  | 558  | 473  | 503  | 325  |

## Sehenswürdigkeiten
- Kirche der Unbefleckten Empfängnis (Iglesia de la Purísima Concepción)
- Marienkapelle
- Rathaus

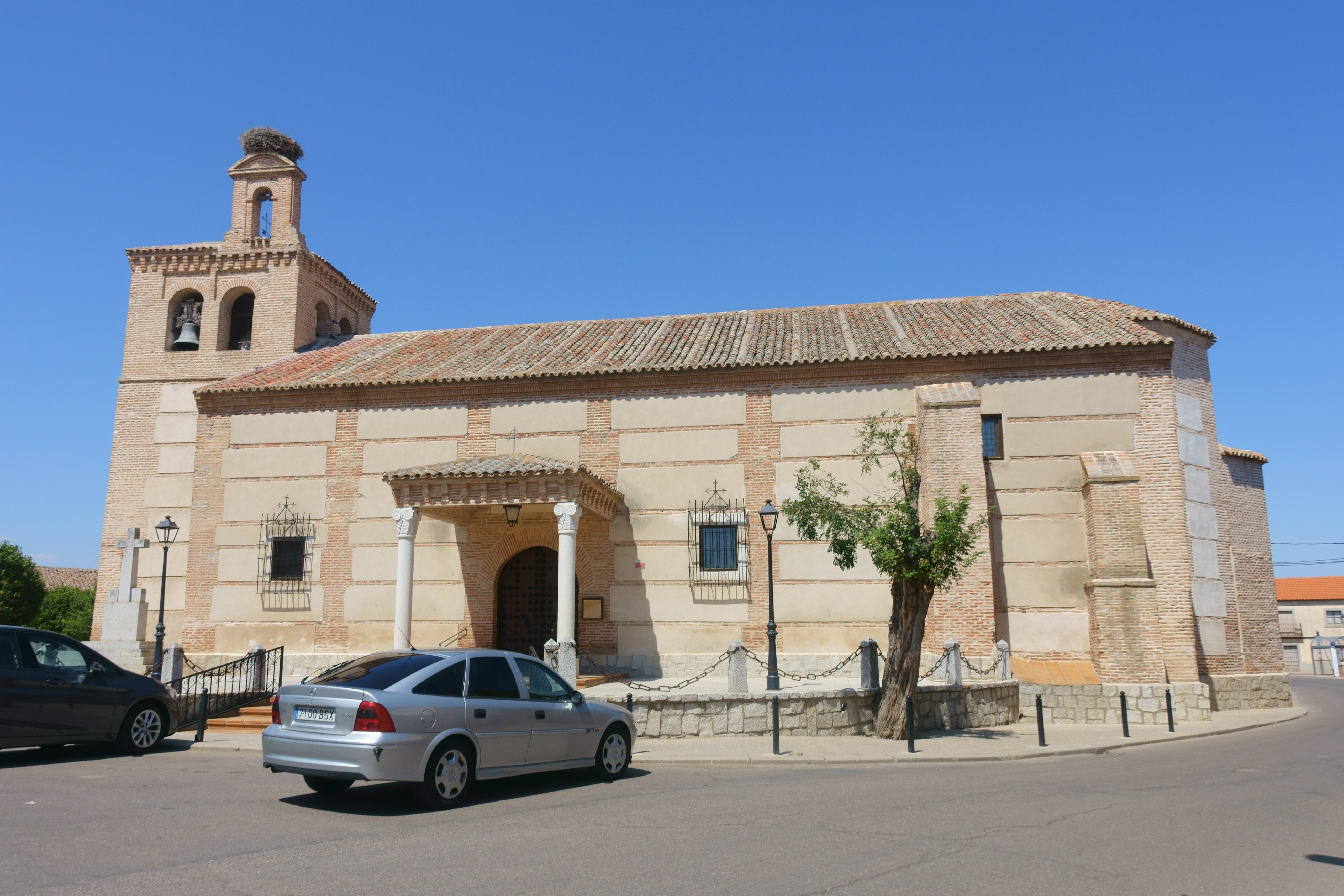
Kirche der Unbefleckten Empfängnis
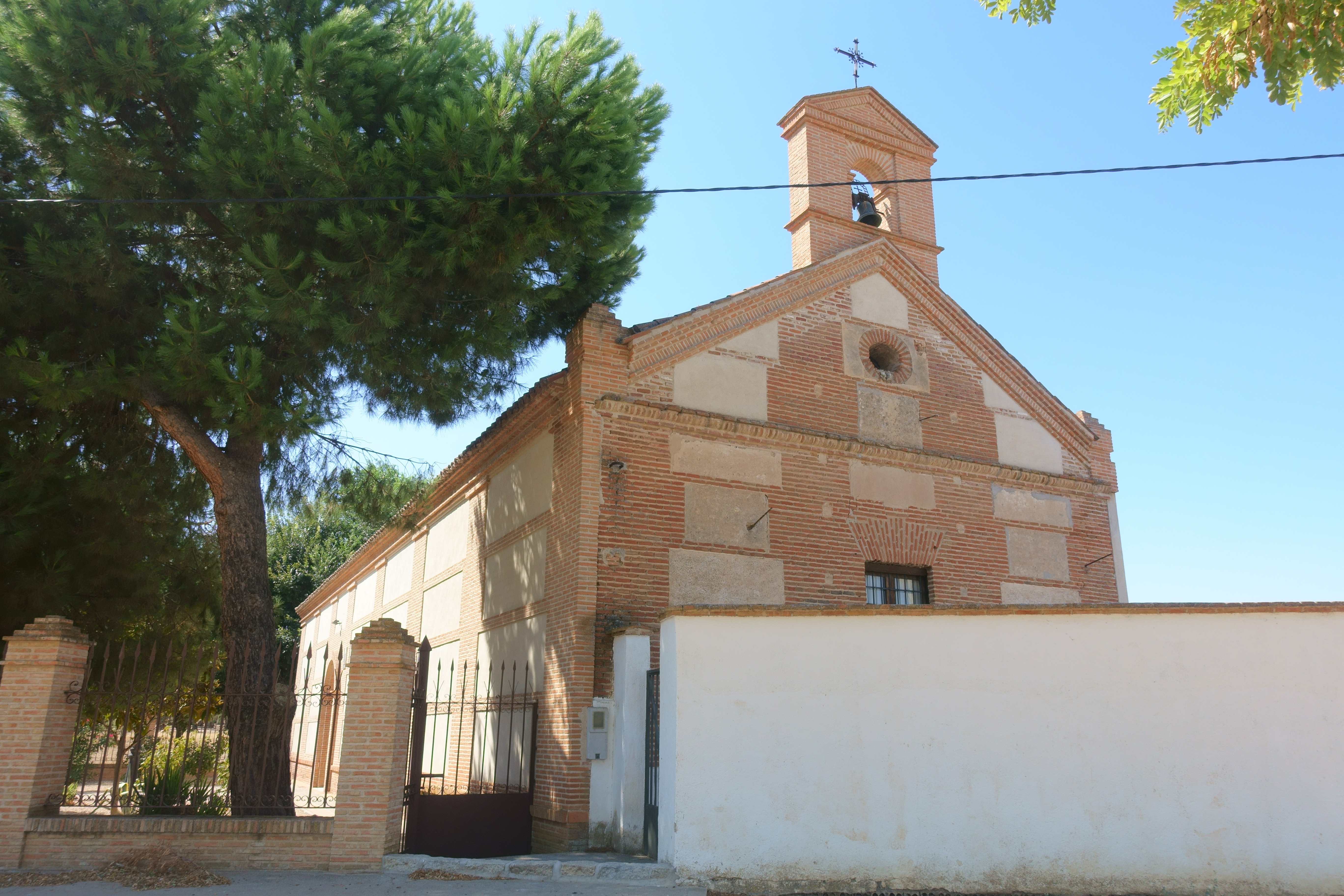
Marienkapelle
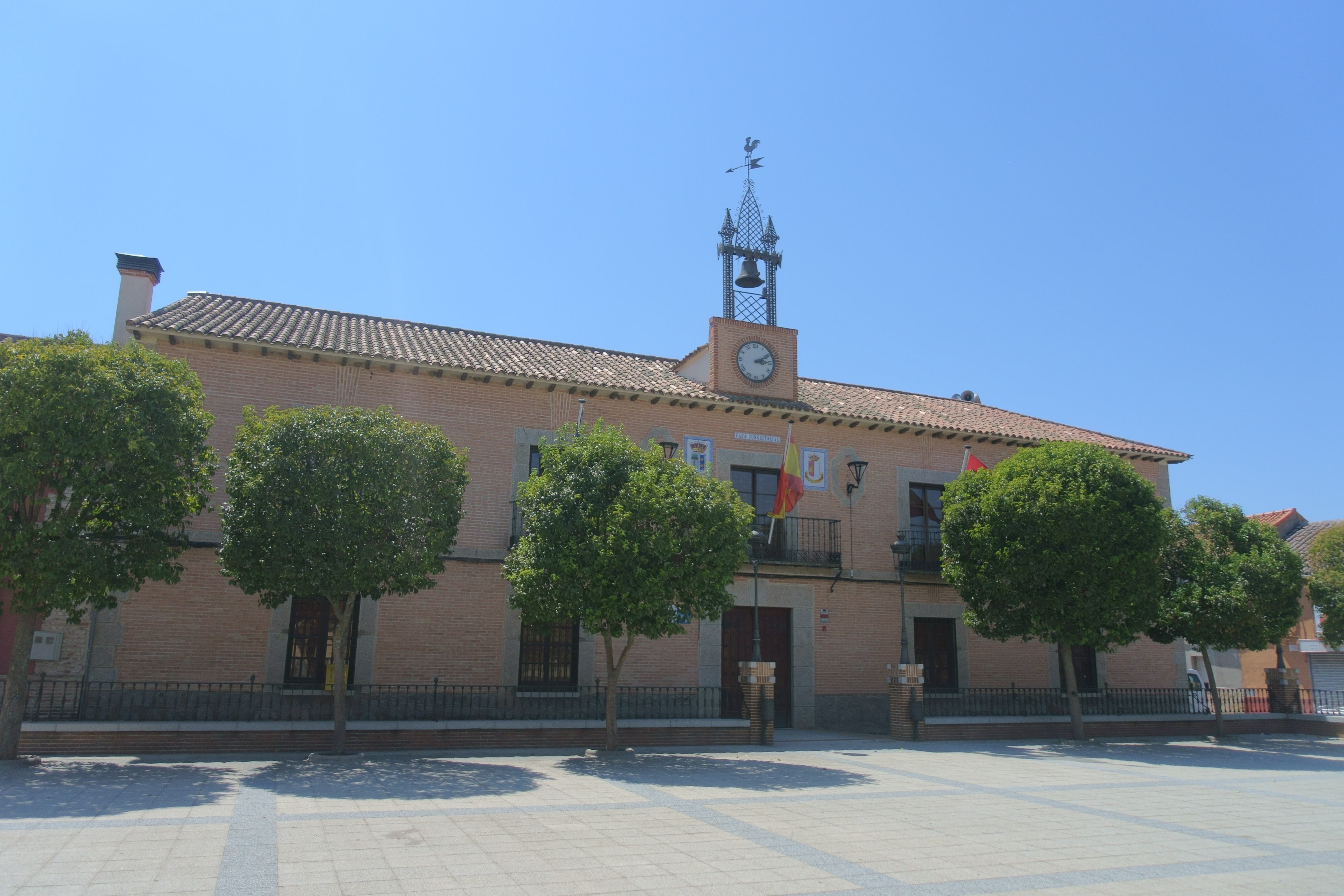
Rathaus